# Željko Obradović
Želimir Obradović (Čačak, R. S. de Serbia, Yugoslavia; 9 de marzo de 1960) más conocido como Željko Obradović, es un entrenador y exjugador de baloncesto serbio. Actualmente dirige al KK Partizan de la Košarkaška Liga Srbije.

Considerado uno de los mejores entrenadores europeos de la historia, Obradović tiene el récord de títulos de la Copa de Europa/Euroliga, con nueve. Ha ganado la máxima competición de clubes europeos con cinco equipos distintos: KK Partizan (1992), Joventut (1994), Real Madrid (1995), Panathinaikos BC (2000, 2002, 2007, 2009 y 2011) y Fenerbahçe Ülkerspor (2017). Además de haber llevado a la Final Four de 1998 a la Benetton de Italia. También ha sido el seleccionador de la selección yugoslava en diversas ocasiones.

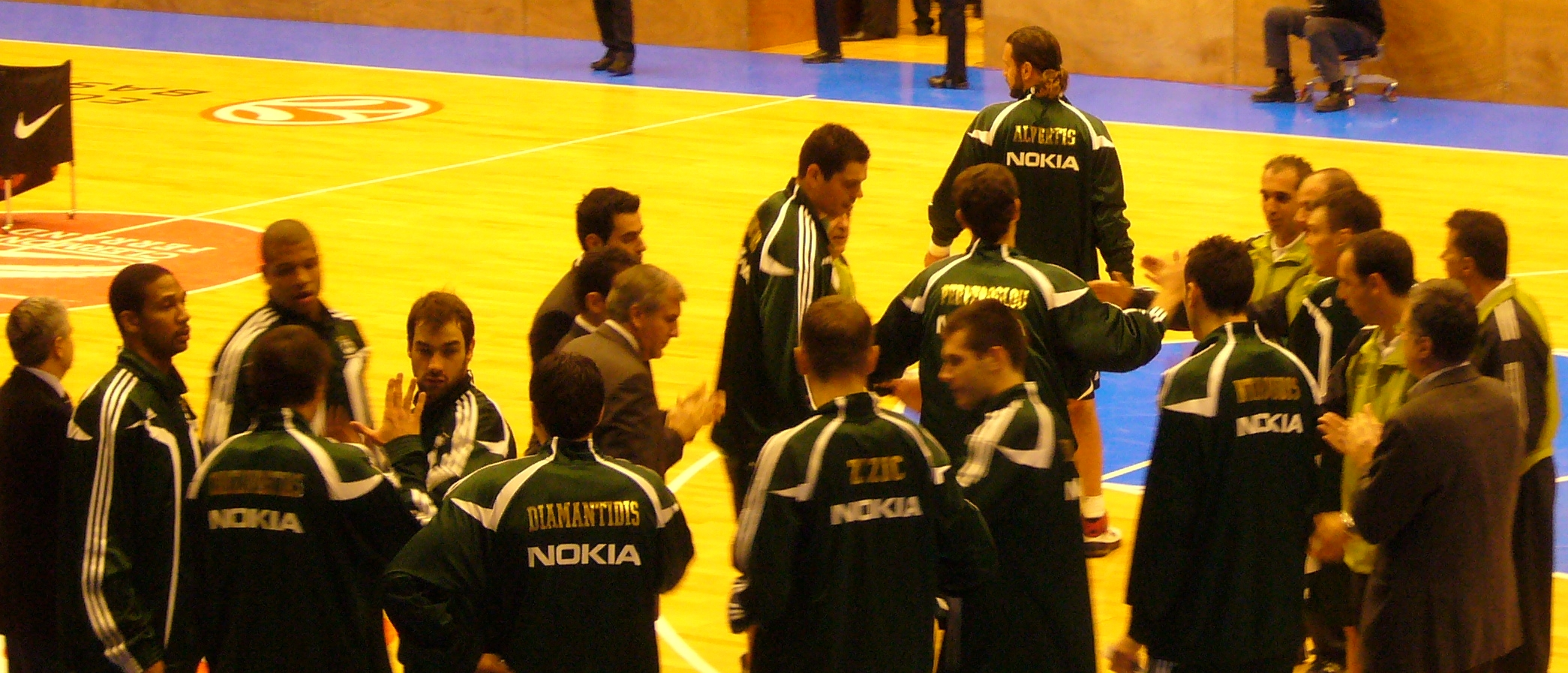
Željko Obradović (de traje en el centro de la imagen) en noviembre de 2007 al inicio de un partido de Euroliga, como entrenador del Panathinaikos BC.

## Palmarés

### Jugador
Competiciones nacionales:
- Liga de Yugoslavia: 1

Partizan Belgrado: 1987
- Copa de Yugoslavia: 1

Partizan Belgrado: 1989
Competiciones internacionales:
- Copa Korac: 1

Partizan Belgrado: 1989

### Entrenador
Competiciones nacionales:
- Liga de Yugoslavia: 1

Partizan Belgrado: 1992
- Copa de Yugoslavia: 1

Partizan Belgrado: 1992
- A1 Ethniki: 11

Panathinaikos BC: 2000, 2001, 2003, 2004, 2005, 2006, 2007, 2008, 2009, 2010, 2011
- Copa de Grecia: 7

Panathinaikos BC: 2003, 2005, 2006, 2007, 2008, 2009, 2012
- Türkiye Basketbol Süper Ligi: 4

Fenerbahçe: 2014, 2016, 2017, 2018
- Copa de Turquía: 3

Fenerbahçe: 2016, 2019,2020
- Copa del Presidente de Turquía: 3

Fenerbahçe: 2013, 2016, 2017
- Supercopa de Italia: 1

Pallacanestro Treviso: 1997
Competiciones internacionales:
- Euroliga: 9

Partizan Belgrado: 1992
Joventut Badalona: 1994
Real Madrid: 1995
Panathinaikos BC: 2000, 2002, 2007, 2009, 2011
Fenerbahçe: 2017
- Copa Saporta: 2 (antigua Recopa de Europa de Baloncesto)

Real Madrid: 1997
Pallacanestro Treviso: 1999.
Individual:
- Mejor entrenador de la A1 Ethniki:

Panathinaikos BC: 2000, 2007, 2009, 2011
- Entrenador del Año de la Euroliga:

Panathinaikos BC: 2007, 2011
Fenerbahçe: 2017